# Albertina Palau
Albertina Palau (Livorno, 24 agosto 1873 – Firenze, 15 dicembre 1960) è stata una traduttrice e scrittrice italiana.

## Biografia
Collaborò a lungo con la Adriano Salani Editore, sia in qualità di traduttrice dal francese per autori quali Émile Zola, Alexandre Dumas padre, Anatole France, Octave Mirbeau, che come autrice di numerosi libri per ragazzi. Tuttora in stampa, per Mondadori, la sua traduzione di Vent'anni dopo, secondo romanzo della trilogia de I tre moschettieri di Dumas.

## Opere
Fonte: sito del Sistema Bibliotecario Nazionale

### Narrativa
- Evviva le fate!, Salani, 1906.
- Il paradiso delle fate, Salani, 1906.
- Maghi e fate, Salani, 1910.
- C'era una volta..., Salani, 1925.
- Rondinella, Salani, 1928.
- Nei paesi delle fate, Salani, 1929.
- Balilla, Salani, 1932.
- Pinocchio e Semellino, Salani, 1933.
- Pinocchio in vacanza, Salani, 1933.

### Traduzioni
- Octave Mirbeau, L'abate Giulio[3], Salani, 1902.
- Georges Ohnet, Verso l'amore, Salani, 1902.
- Pierre Valdagne, La confessione di una donna, Salani, 1903.
- Henry Greville, La seconda madre[3], Salani, 1903.
- Catulle Mendès, Zoar[3], Salani, 1903.
- Alfred Assollant, Il regno di Pulcinella, Salani, 1904.
- Émile Zola, Il voto di una morta, Salani, 1904.
- Octave Feuillet, Seconde nozze, Salani, 1904.
- Jeanne Loiseau Lapauze, Commediante, Salani, 1905.
- Anatole France, Il giglio rosso, Salani, 1906.
- Paul Bourget, L'emigrato, Salani, 1907.
- Jean-Philippe Rameau, Piccina mia, Salani, 1908.
- René Bazin, Il grano che cresce, Salani, 1909.
- Alexandre Dumas, Vent'anni dopo, Mondadori, 1984.